# James L. Harris
James L. Harris fue un cornetista norteamericano, originario de Memphis, Tennessee, que desarrolló su trabajo en la segunda mitad del siglo XIX, en la época de formación del jazz.
Se desconocen las fechas de su nacimiento y muerte, y los datos que existen sobre su obra proceden de las obras de los escritores y críticos musicales de la época, George Washington Lee y James Monroe Trotter. Harris era un ex-peluquero, que dirigía una banda denominada "Bluff City Band", que actuaba usualmente en los riverboats que unían Memphis con Nueva Orleans, alrededor de 1880, y que consiguió gran renombre.